# Католицизм в Черногории

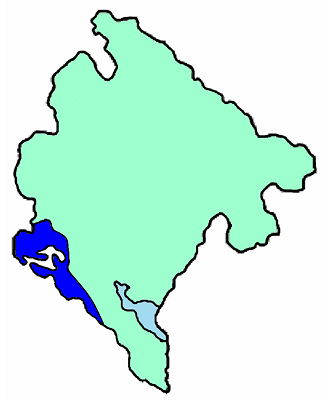
Карта Черногории
Диоцез Котора
Архидиоцез Бара

Католицизм в Черногории. Католическая церковь Черногории — часть всемирной Католической церкви. Католицизм — третья по распространённости религия в стране после православия и ислама. По данным общенациональной переписи 2003 года католиками считают себя 21 972 человека или 3,5 % общего населения страны. По данным сайта catholic-hierarchy.org в 2004 году число католиков страны составляло 21 512 человек.

## Современное состояние
В соответствии с данными переписи населения 2003 года католики Черногории распределяются по этнической принадлежности так:
- 8 126 албанцев (36,98 %)
- 6 811 хорватов (31 %)
- 5 000 черногорцев (22,76 %)
- 2 035 другие национальности (9,26 %)

- Всего: 21 972 человека

Подавляющее большинство черногорского католического населения принадлежит к латинскому обряду.

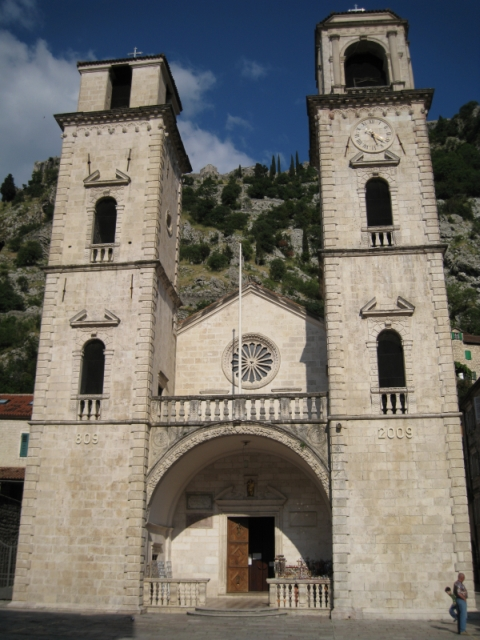
Собор Святого Трифона в Которе

## История
История католицизма в Черногории в основном связана с портовыми городами морского побережья. В IX веке в городе Бар (Антивари) была основана латинская епархия, столетием позже появилась епархия в Которе (Каттаро). В 1034 году Барский диоцез возведён в статус архиепархии. Города вокруг Боки Которски, многократно переходили от одного государства к другому — ими управляла Византия, Сербия, Венеция; короткий период Котор был независимым городом-республикой. В Которе и других приморских городах возводились как православные, так и католические храмы и монастыри. В 1166 году в Которе построен Собор Святого Трифона, в XIII веке — доминиканский и францисканский монастыри.
В 1571 году Бар был сдан венецианцами Османской империи, после чего архиепископ Бара был убит. В 1648 году турки устроили в Баре погром, после которого многие католики были вынуждены под страхом смерти принять ислам. В 1671 году архиепископом Бара был назначен Андрия Змаевич.
В XIX веке Черногория стала независимой, в 1886 году был заключён конкордат между Черногорией и Святым Престолом. В 2006 году Черногория вновь была объявлена независимым государством, в 2011 году премьер-министр страны Игор Лукшич и папа Бенедикт XVI подписали соглашение, в котором оговаривается юридический статус и права Католической церкви в Черногории.
В некоторых храмах Бара и Котора были установлены как православный, так и католический алтари — здесь велись службы по обоим обрядам (отдельные такие церкви действуют по сей день), например это храм св. Луки в Которе (1195 год)

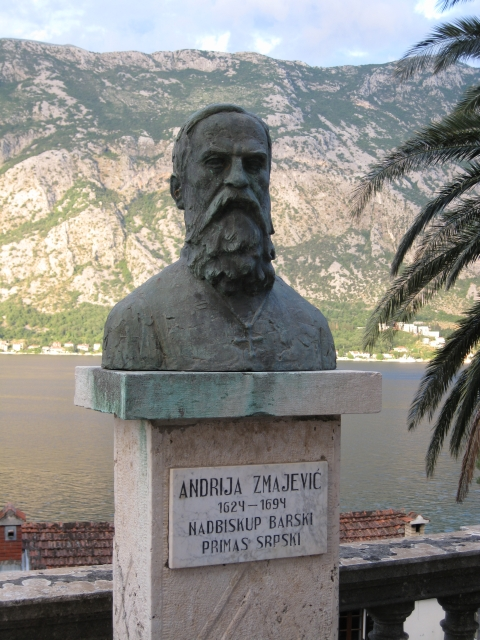
Бюст архиепископа Бара и примаса Сербии Андрии Змаевича перед храмом в Прчане

## Структура
Католическая церковь в стране включает в себя Архиепархию Бара и епархию Котора. Барская архиепархия не подчинена никакой митрополии и находится в прямом управлении Святого Престола. Её глава носит почётный титул примаса Сербии. Епархия Котора суффраганна по отношению к митрополии Сплит-Макарска в соседней Хорватии. Кафедральным собором Барской архиепархии служит Собор Непорочного Зачатия Пресвятой Девы Марии, Которского диоцеза — Собор Святого Трифона. Собору Святого Трифона присвоен почётный титул «малой базилики».
Немногочисленные Греко-католики Черногории подчинены локальным латинским епархиям.
Статистика по епархиям (данные 2012 года):
| Епархия          | Епархия                     | Статус                         | Митрополия     | Обряд     | Число католиков | Число священников | Число приходов | Глава                        | Кафедральный собор                                   | Примечания    |
| Архиепархия Бара | Archidioecesis Antibarensis | Архиепархия прямого подчинения |                | Латинский | 11 227          | 14                | 19             | Зеф Гаши (Zef Gashi), S.D.B. | Собор Непорочного Зачатия Пресвятой Девы Марии (Бар) | примас Сербии |
| Епархия Котора   | Dioecesis Catharensis       | Епархия                        | Сплит-Макарска | Латинский | 10 000          | 16                | 25             | Илия Янич (Ilija Janjic)     | Собор Святого Трифона (Котор)                        |               |